# Cleidogona zimapaniensis
Cleidogona zimapaniensis är en mångfotingart som beskrevs av Ottis Robert Causey 1957. Cleidogona zimapaniensis ingår i släktet Cleidogona och familjen Cleidogonidae. Inga underarter finns listade i Catalogue of Life.